# لانغور سومطري أسود التاج
اللانغور السومطري أسود التاج (الاسم العلمي: Presbytis melalophos) هو نوع من الرئيسيات ضمن فصيلة سعدان العالم القديم. يتوطن في سومطرة في إندونيسيا، وموطنه الطبيعي هي الغابات الجافة في المناطق شبه الاستوائية أو المدارية، ويُعد مهددًا لفقدان موطنه.